# Gazomia Stara (gromada)
Gazomia Stara – dawna gromada, czyli najmniejsza jednostka podziału terytorialnego Polskiej Rzeczypospolitej Ludowej w latach 1954–1972.
Gromady, z gromadzkimi radami narodowymi (GRN) jako organami władzy najniższego stopnia na wsi, funkcjonowały od reformy reorganizującej administrację wiejską przeprowadzonej jesienią 1954 do momentu ich zniesienia z dniem 1 stycznia 1973, tym samym wypierając organizację gminną w latach 1954–1972.
Gromadę Gazomia Stara siedzibą GRN w Gazomii Starej (Stara Gazomia) utworzono – jako jedną z 8759 gromad na obszarze Polski – w powiecie piotrkowskim w woj. łódzkim, na mocy uchwały nr 35/54 WRN w Łodzi z dnia 4 października 1954. W skład jednostki weszły obszary dotychczasowych gromad Białkowice, Gazomia Stara, Gazomia Nowa i Psary ze zniesionej gminy Wolbórz w tymże powiecie. Dla gromady ustalono 18 członków gromadzkiej rady narodowej.
1 lipca 1968 gromadę zniesiono, a jej obszar włączono do gromad: Wolbórz (wieś Psary Lechawa, wieś Psary Witeskie oraz wieś Stare Psary) i Moszczenica (wieś Białkowice, wieś Stara Gazomia, wieś Nowa Gazomia oraz wieś Gazomka) w tymże powiecie.